# Valle del Risco
Valle del Risco is een deelgemeente (corregimiento) van de gemeente (distrito) Changuinola in de provincie Bocas del Toro in Panama. In 2015 was het inwoneraantal 5100.